# Cephalotes manni
Cephalotes manni är en myrart som först beskrevs av Kempf 1951.  Cephalotes manni ingår i släktet Cephalotes och familjen myror. Inga underarter finns listade.